# جولین بنهایم
جولین بنهایم (انگلیسی: Julien Benhaim؛ زادهٔ ۲۵ اکتبر ۱۹۹۶) بازیکن فوتبال است.